# Jean-Louis Debilly

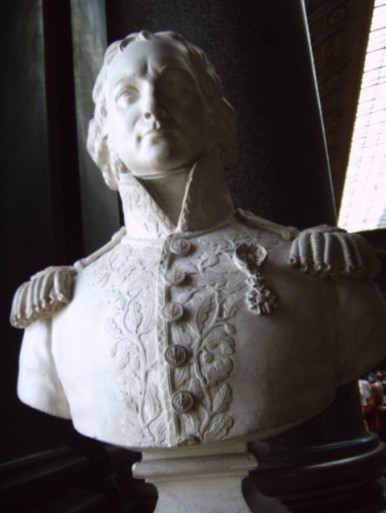
Büste in der Schlachtengalerie des Schloss Versailles

Jean-Louis Debilly (* 30. Juli 1763 in Dreux; † 14. Oktober 1806 während der Schlacht bei Jena und Auerstedt) war ein französischer Général de brigade der Artillerie und Infanterie. 

## Leben
Debilly entstammt einer Familie, deren Wurzeln sich bis ins 13. Jahrhundert zurückverfolgen lassen. 
Zu Beginn der Revolution war Debilly Mathematiklehrer in Paris. Begeistert von diesen Idealen, schloss er sich der Garde nationale an. Nachdem er für einige Wochen die Küste bei Brest verteidigt hatte, wechselte er zur Armee. 
Dort machte er sehr schnell Karriere und war nach kurzer Zeit schon Stabschef von Jean-Baptiste Kléber. Später berief ihn das Direktorium zu General Jean-Baptiste Jourdan. 
Weitere Beförderungen folgten, als sich Debilly vor Stockach (25. März 1799) und Zürich (4./7. Juni 1799) wiederum durch Tapferkeit auszeichnen konnte. 
1806 führte er ein eigenes Kommando unter Marschall Louis-Nicolas Davout und kämpfte u. a. in der Schlacht bei Jena und Auerstedt (14. Juni 1804). Dort wurde er auch tödlich verwundet und fand dort auch seine letzte Ruhestätte. 
Debilly war zweimal verheiratet: erst mit Jeanne Chénnard und dann mit Marie-Barbe Saum. Er hatte zwei Söhne: Charles-Louis (1790–nach 1848) und Édouard-Louis (1802–1874). 

## Ehrungen
- 14. Juni 1804 Grand Officier der Ehrenlegion
- Sein Name findet sich am östlichen Pfeiler (18. Spalte) des Triumphbogens am Place Charles-de-Gaulle (Paris).
- Seine Büste wurde in der 1837 eröffneten Schlachtengalerie des Schloss Versailles aufgestellt.
- Die Rue de Billy in seiner Heimatstadt Dreux wurde ihm zu Ehren benannt.
- Die Rue Debilly und die Passerelle Debilly, eine Fußgängerbrücke über die Seine zwischen 16. und 7. Arrondissement in Paris wurde ihm zu Ehren benannt.